# TCM
ТСМ Corporation (яп. TCM株式会社) — японська корпорація, що спеціалізується виключно на виробництві підйомно-транспортного обладнання: навантажувачі, фронтальні навантажувачі, навантажувачі з бортовим поворотом (міні ковшові навантажувачі).